# خط ديورند

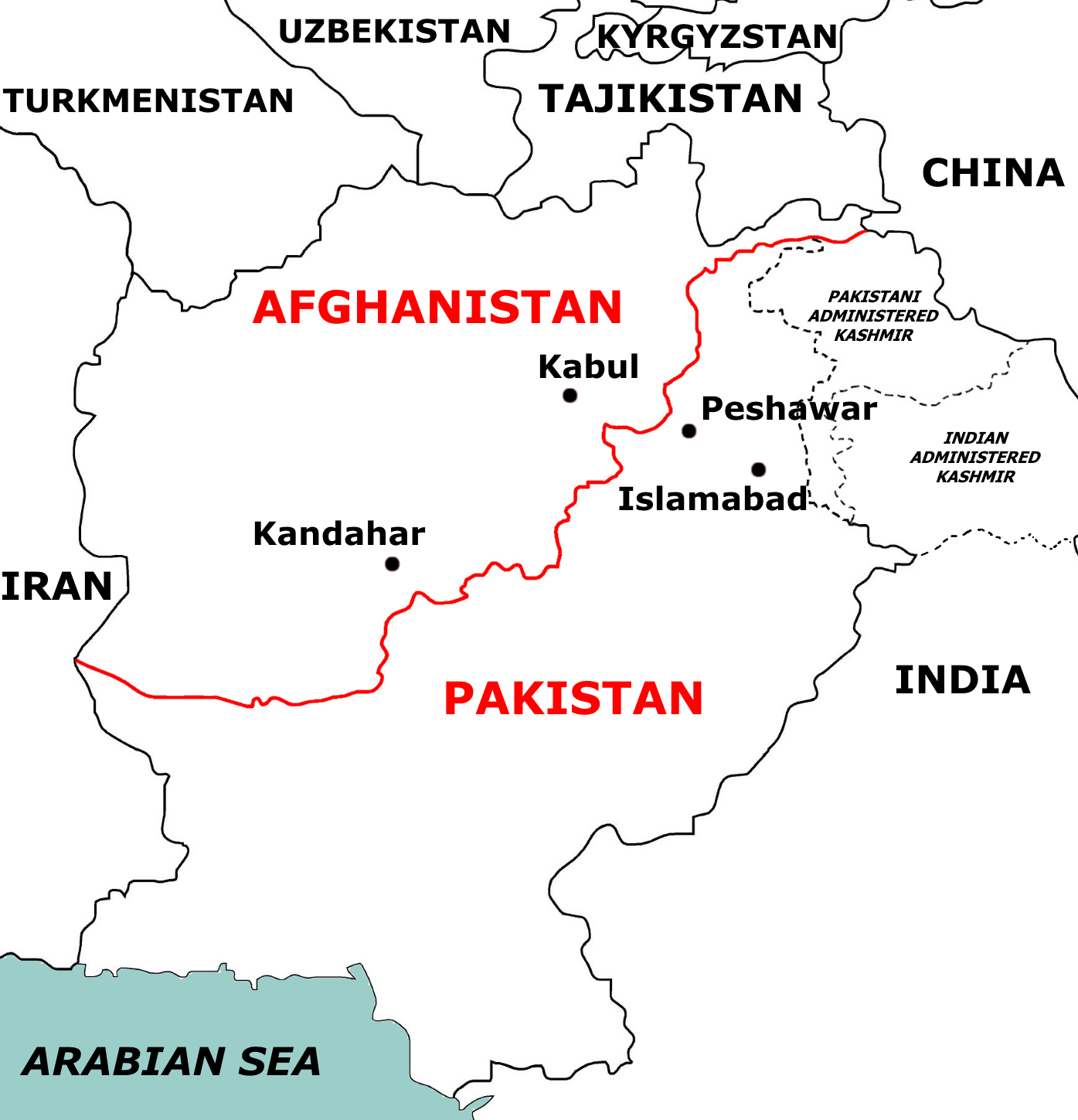
خط ديورند (باللون الأحمر)، شكّل الحدود الفاصلة بين أفغانستان وباكستان إلى اليوم.

خط ديورند (بالبشتوية: د ډیورنډ کرښه)‏ هو خط حدودي يبلغ طوله2,200-كيلومتر (1,400 ميل)، يمتد بين أفغانستان وباكستان. وُضع سنة 1893 باتفاقية وُقعت بين حكومة الهند البريطانية والأمير الأفغاني عبد الرحمن خان. كان يرأس الوفد البريطاني السير هنري مارتيمور ديورند سكرتير الشؤون الخارجية في حكومة الهند البريطانية، لذلك سُمي الخط الذي رُسم لتحديد مناطق النفوذ السياسي بـ«خط ديورند». كان البريطانيون يعتبرون أفغانستان دولة مستقلة، مع أنهم سيطروا على شؤونها الخارجية والعلاقات الدبلوماسية.
وتألفت الاتفاقية المؤرخة يوم 12 نوفمبر 1893 من صفحة واحدة واحتوت سبع فقرات قصيرة، ومنها الالتزام بعدم ممارسة أي تدخل خارج خط دوراند. تم أجرت لجنة بريطانية أفغانية مشترك بترسيم الحدود بدءًا من 1894، وغطت حوالي 800 ميل (1,300 كـم) من الحدود. أنشئ هذا الخط أواخر فترة اللعبة الكبرى البريطانية-الروسية، مما أدى إلى تأسيس أفغانستان لتكون منطقة عازلة بين المصالح البريطانية والروسية في المنطقة. هذا الخط بصيغته المعدلة قليلاً بموجب معاهدة أنجلو-أفغان سنة 1919 ورثته باكستان بعد استقلالها سنة 1947.
يسير خط ديورند جنوبا مخترقا منطقة بشتونستان القبلية ثم منطقة بلوشستان، مما أدى إلى التقسيم السياسي لقبائل البشتون والبلوش وجماعات عرقية أخرى تعيش على جانبي الحدود. ورسم هذا الخط حدود خيبر بختونخوا وبلوشستان وغلغت-بلتستان في شمال وغرب باكستان وهي ولايات أفغانستان الشمالية الشرقية والجنوبية. يوصف هذا الخط من المنظور الجيوسياسي والجيوستراتيجي بأنه أحد أخطر الحدود في العالم.
على الرغم من أن خط ديورند معترف به دوليًا باعتباره الحدود الغربية لباكستان، إلا أن أفغانستان -نوعا ما- لا تعترف به. إلا أنها أنكرت ذلك على لسان سردار محمد داود خان (رئيس الوزراء السابق ورئيس أفغانستان لاحقًا) خلال زيارته باكستان في أغسطس 1976 بأنه حدود دولية بين باكستان وأفغانستان. ولكن في سنة 2017 عندما اندلعت التوترات الحدودية قال الرئيس الأفغاني السابق حامد كرزاي:إن أفغانستان لن تعترف أبدًا بخط ديورند بأنه حدود دولية بين البلدين.

## خلفية تاريخية

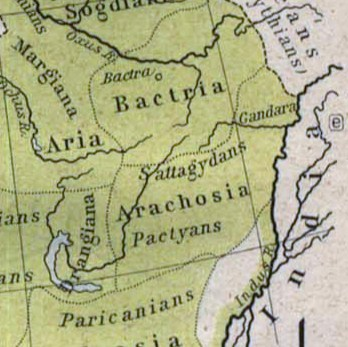
أراخوسيا والباكتيان في الألفية الأولى ق.م

سكن البشتون الأصليون المنطقة التي يمر عبرها خط ديورند منذ العصور القديمة، أي منذ 500 ق.م على الأقل. وقد ذكر المؤرخ اليوناني هيرودوت شعبًا يسمى باكتيان يعيشون في أراخوسيا وحولها منذ الألف الأول قبل الميلاد. أما قبائل البلوش فقد سكنت الطرف الجنوبي من الخط الذي يمر عبر منطقة بلوشستان ويفصل الشعب البلوش.
أما المسلمون العرب فقد أتوا المنطقة مع بداية فتوحات المنطقة في القرن السابع ودخل البشتون الإسلام. ويعتقد أن بعض العرب الأوائل استقروا أيضًا في جبال سليمان داخل بشتونستان. من المهم أن نلاحظ أن هؤلاء البشتون كانوا معروفين تاريخياً باسم «الأفغان» وقد ذكرتهم السجلات العربية منذ القرن العاشر بهذا الاسم. وسقطت منطقة البشتون (المعروفة اليوم باسم منطقة بشتونستان) بيد الدولة الغزنوية في القرن العاشر تلاها الغوريون والتيموريون فمغول الهند ثم الهوتاكيون درانيون، ثم غزتها بوحشية الإمبراطورية السيخية.

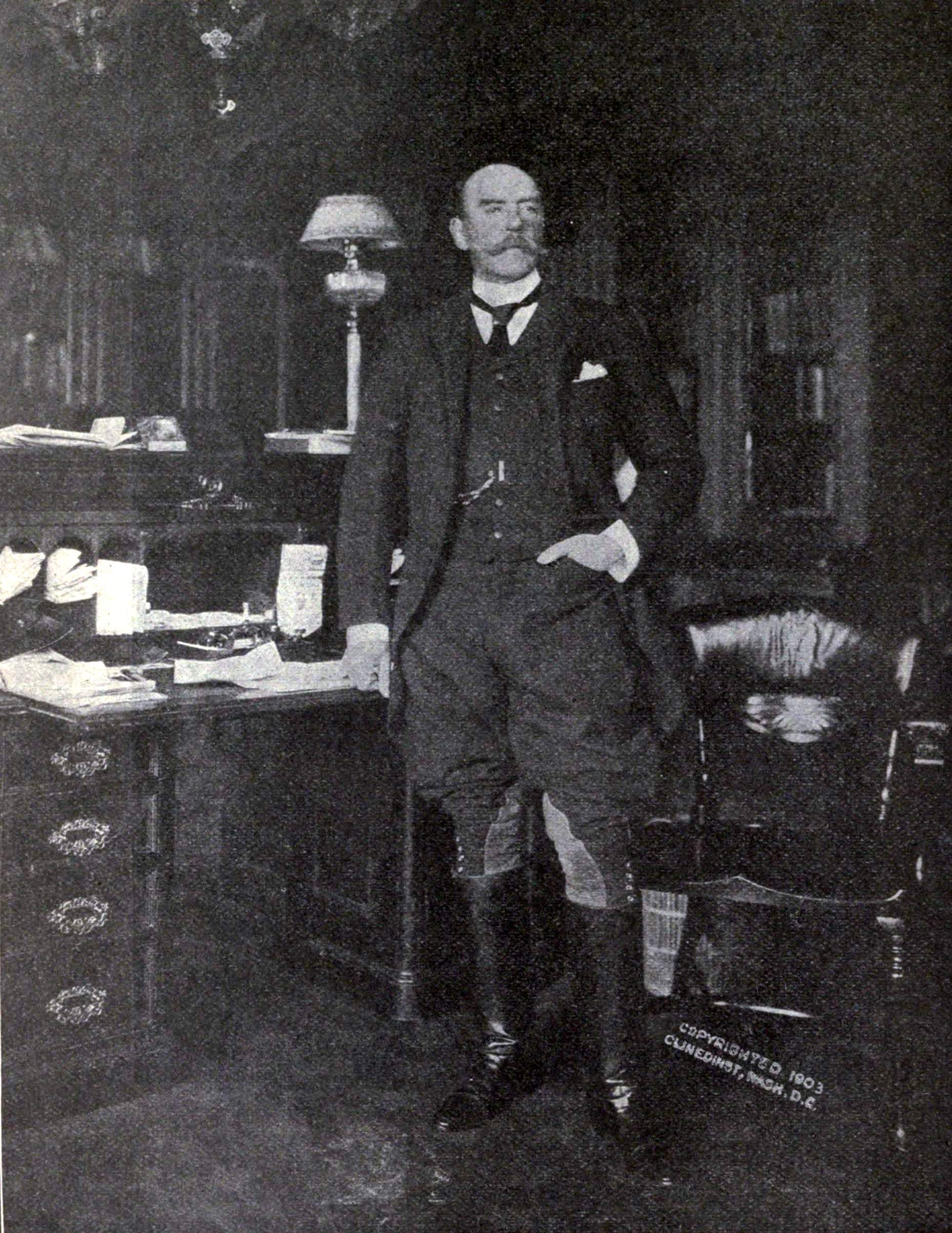
السير هنري مورتيمر ديورند الدبلوماسي البريطاني والموظف المدني في الهند البريطانية الاستعمارية. وبه سمي خط ديورند بإسمه.

غزت القوات الهندية بقيادة بريطانيا أفغانستان سنة 1839. ولكنها منيت بهزيمة سنة 1842. ثم غزتها بريطانيا مرة أخرى سنة 1878، إلا أنهم انسحبوا بعدها بعامين بعد تحقيق بعض الأهداف الجيوسياسية، حيث وقعوا على معاهدة جاندماك مع الأفغان، فأضافوا عدة مناطق حدودية للإمبراطورية البريطانية.
وفي سنة 1893 أرسلت حكومة الهند البريطانية السير مورتيمر ديورند إلى كابول للتوقيع على معاهدة مع أمير عبد الرحمن خان لتحديد مناطق نفوذ كل منهما وكذلك لتحسين العلاقات الدبلوماسية والتجارية. فتم التوصل إلى اتفاق خط ديورند يوم 12 نوفمبر 1893. وأقام الطرفان معسكرات لترسيم الحدود في باراتشينار بالقرب من خوست في أفغانستان، وهي الآن جزء من المناطق القبلية الخاضعة للإدارة الاتحادية (FATA) في باكستان. تمت كتابة اتفاقية ديورند 1893 الأصلية باللغة الإنجليزية، مع نسخة مترجمة إلى اللغة الدرية. أدت الاتفاقية الناتجة إلى إنشاء مقاطعة جديدة سميت في ذلك الوقت الحدود الشمالية الغربية المعروفة الآن باسم خيبر بختونخوا وهي مقاطعة باكستانية تضم المناطق القبلية والمناطق الحدودية.
كما تضمنت مناطق ملتان وميانوالي وباهاوالبور وديرا غازي خان. كانت هذه المناطق جزءًا من الدولة الدرانية من 1709 حتى 1820 عندما استولت عليها إمبراطورية السيخ ومن بعدها الراج البريطاني.
كان الغرض الأساسي من إصرار بريطانيا على الاتفاقية هو إيجاد خط دفاعي أمام روسيا التي كانت أفغانستان تمثل منطقة عازلة بينها وبين الراج البريطاني. كما كانت ظروف الأمير عبد الرحمن خان سيئة للغاية في تلك الفترة، حيث كان يواجه تمزق أفغانستان إلى دويلات إن لم يقبل بالاتفاقية المذكورة، كما هددت بريطانيا بتسيير قوة عسكرية قوامها عشرة آلاف شخص للهجوم على جلال آباد إنْ لم يرسل الأمير عبد الرحمن خان وفدا للمحادثات.
في يوم 12 نوفمبر 1893، وقّع الأمير عبد الرحمن الاتفاقية مع حكومة الهند البريطانية لتحديد مناطق النفوذ السياسي لبريطانيا، وكانت مدة الاتفاقية مائة سنة، ومن ثم لم تعترف بها الحكومات الأفغانية المتعاقبة.

### فحص ترسيم حدود خط ديورند

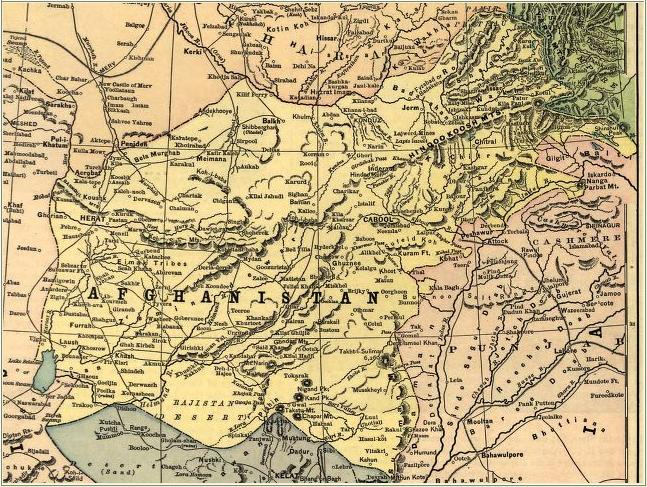
أفغانستان قبل اتفاقية خط ديورند 1893.